# Paniek in Stripland
Paniek in Stripland is een Vlaams stripalbum, geschreven en getekend door Tom Bouden met als hoofdpersonages Kroepie en Boelie Boemboem. Het album is een parodie en satire op diverse stripfiguren en het genre strip op zich. Kroelie en Boelie Boemboem zijn de enige figuren die door Bouden zelf bedacht zijn. De rest van de figuren bestaan allemaal uit bestaande strippersonages van andere tekenaars, vooral uit België en Nederland.

## Verhaal
In het striprijke België vindt het jaarlijks congres voor bekende stripfiguren plaats. Alle bekende striphelden van België zijn op de afspraak. Op dezelfde dag, maar op een andere locatie, vindt ook een congres plaats van stripprofessoren. Maar als professor Gobelijn zich weer eens vergist bij zijn opzet om zijn collega's via de airco op een heerlijke paradijsbloemengeur te trakteren, mondt dit uit in de onzichtbaarheid van alle bekende striphelden. Via het televisiejournaal vernemen de stripslechteriken over de onzichtbaarheidsplaag van de bekende stripfiguren. Gelijk zien deze stripslechteriken hun kans om zelf de hoofdrol te krijgen: ze bedenken een plan om alle stripprofessoren te ontvoeren, zodat die niets meer kunnen veranderen aan de onzichtbaarheid van alle stripfiguren en dit voor eeuwig zal blijven. Maar aan twee andere personages, Kroepie en Boelie Boemboem, die niet waren uitgenodigd op het jaarlijks congres voor bekend striphelden, eenvoudig omdat ze niet bekend genoeg zijn, en zelfs nog geen eigen album hebben en bijgevolg geen A-figuren zijn, wordt nu wel gevraagd om redding te brengen. En zo worden zij de helden van stripland in dit verhaal! Tot slot loopt alles goed af en worden de stripslechteriken door de politie opgepakt.

### Reeksen waarnaar verwezen wordt
- Sam
- Nero
- F.C. De Kampioenen
- Suske en Wiske
- Jommeke
- Urbanus
- De Kiekeboes
- Kuifje
- Piet Pienter en Bert Bibber
- Robbedoes en Kwabbernoot
- Met Langteen en Schommelbuik voorwaarts
- De Rode Ridder
- Bessy
- Kramikske
- Blake en Mortimer
- En daarmee basta!
- Lucky Luke
- Biebel
- Bolleke
- Senne & Sanne
- Sjors en Sjimmie
- Flikkerzicht
- Dees Dubbel en Cesar
- Orphanimo!!
- De spookjes
- De grappen van Lambik
- Taco Zip
- Plunk
- Tom Tempo
- Blondie en Blinkie door Jijé
- Kinky en Cosy
- Lowietje
- Ester Verkest door Kim Duchateau
- Tits
- Pats
- Bakelandt
- Claire
- De familie Doorzon
- Tom Carbon
- Sarah en Robin
- Thomas Pips
- Nino
- De familie Snoek
- Sloeber
- Rikske en Fikske
- Robert en Bertrand
- Circus Maximus
- Jerom
- Annie en Peter
- Ketje en Co
- Waterland
- Lefrancq

## Trivia
- De omslag van dit album is geïnspireerd op de omslag van het Jommeke-album Het Jampuddingspook en Blake en Mortimers Het Gele Teken, en bevat ook nog verwijzingen naar Suske en Wiske, Nero en De Rode Ridder.
- Op pagina 3 ontmoeten drie verschillende incarnaties van Sjors en Sjimmie elkaar, op pagina 6 gebeurt hetzelfde met De Lustige Kapoentjes.
- Op pagina 3 komen meer dan 150 verschillende figuren voor.
- De omslag voor het (onbestaande) album Oorlog in 't kielzog is getekend door Swerts & Vanas, de omslag voor het (onbestaande) album De neus van Ggalnoe is getekend door Kim Duchateau.
- Geen enkel van de gebruikte bestaande stripfiguren wordt bij naam genoemd.
- Op de achterkant van het tweede album van En daarmee basta!, een stripreeks geschreven door Tom Bouden, wordt als album 3 Kroepie en Boelie Boem Boem aangekondigd. Dit album is echter nooit verschenen.
- Paniek in Stripland werd opgevolgd door Avontuur in de 21ste eeuw, waarin Kroepie en Boelie striphelden Piet Pienter en Bert Bibber vervangen.